# Inocența (cântec)
„Inocența” este un cântec al interpretei moldovence Anna Lesko. Compoziția a fost inclusă pe cel de-al doilea album de studio al solistei, Inseparabili. Piesa reprezintă al doilea extras pe single al materialului și cel de-al treilea din cariera lui Lesko, devenind la acea vreme cel mai mare succes al său în Romanian Top 100.

## Informații generale
În urma succesului întâmpinat de albumul Flăcări și cântecul „Ard în flăcări” — care a devenit unul dintre cele mai cunoscute din cariera solistei — Lesko a început să lucreze la un nou produs discografic, el fiind materializat prin albumul Inseparabili, lansat pe data de 28 octombrie 2003. „Inocența” a fost lansat ca cel de-al doilea extras pe single al discului, beneficiind și de un videoclip. Alături de predecesorul său, „Inseparabili”, cântecul a ajutat albumul de proveniență să se comercializeze în peste 35.000 de exemplare, primind un disc de aur în România.
„Inocența” a devenit cel mai mare succes al lui Lesko în Romanian Top 100 în momentul lansării, fiind prima sa intrare în top 50. După ce a debutat pe treapta cu numărul nouăzeci, piesa a obținut poziția a patruzeci și noua. Compoziția a staționat în ierarhie timp de opt săptămâni.

## Clasamente
| Țară (clasament)           | Poziția maximă | Referință |
| -------------------------- | -------------- | --------- |
| România (Romanian Top 100) | 49             | [ 2 ]     |